# Lázaro Cárdenas (Quintana Roo)
Lázaro Cárdenas é um município do estado do Quintana Roo, no México. A população do município calculada no censo 2005 era de 22.434 habitantes.